# Tegula

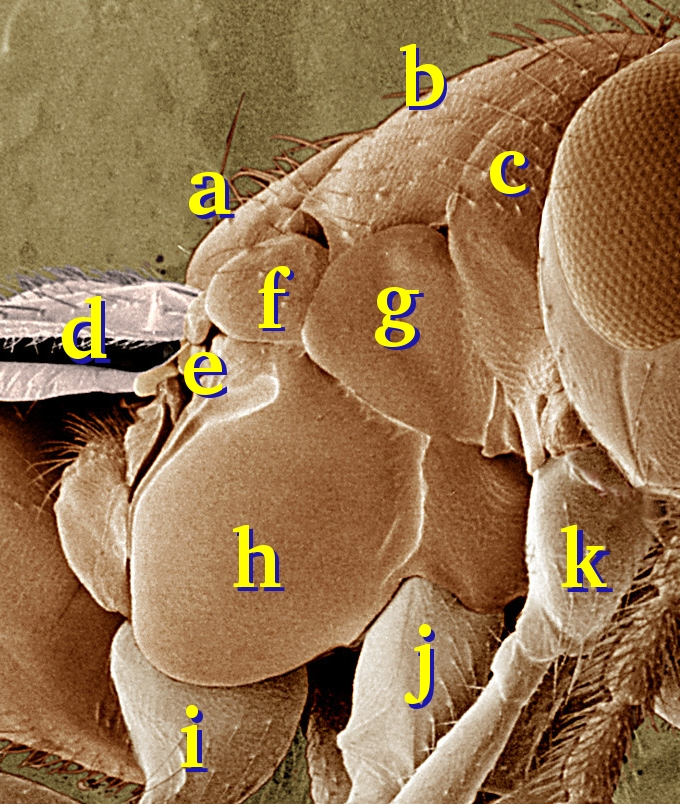
Die Lage der Tegula (f) oberhalb des Vorderflügels (d) bei einem Vertreter der Erzwespen.

Als Tegula (die, Pl. Tegulae) bezeichnet man bei Schmetterlingen, Hautflüglern und Zweiflüglern  paarige, auf dem zweiten Thoraxsegment (Mesothorax) befindliche Anhangsgebilde. Bei Steinfliegen und Ohrwürmern können sie sich auf dem zweiten oder dritten Segment (Meso- oder Metathorax) befinden. Bei Käfern sind keine Tegulae ausgebildet. Die Tegulae sind beweglich und fungieren als Deckschuppe für die empfindliche Flügelbasis. Sie sind länglich bis dreieckig geformt und auf der Oberseite häufig mit einer kräftigen Behaarung versehen.

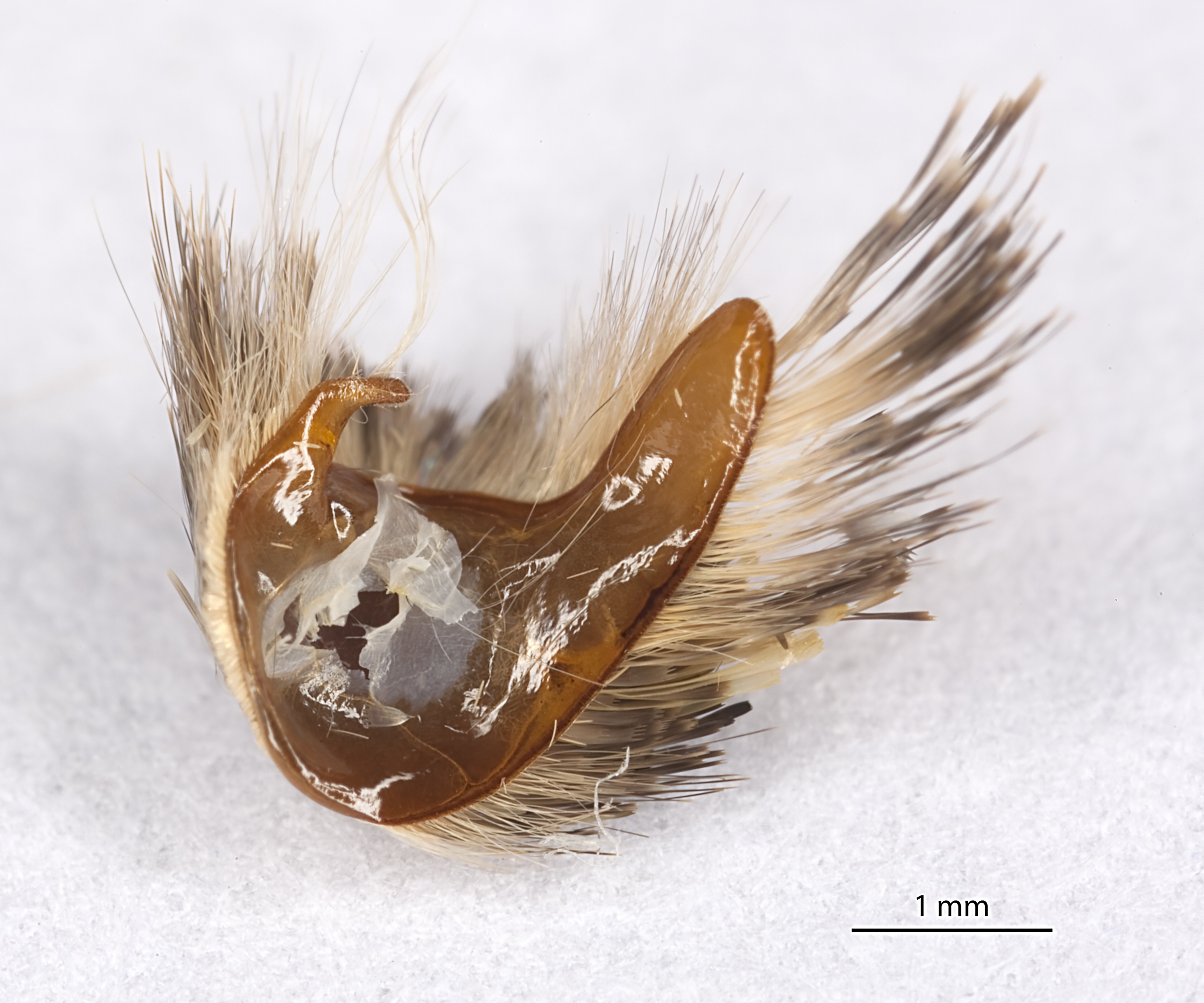
Unterseite der Tegula eines Eulenfalters (Trachea atriplicis)

Die Anheftungsstelle ist mit einem dünnen Häutchen verschlossen, an dessen Lage man beispielsweise zwischen Tagfaltern und Nachtfaltern unterscheiden kann. Bei den Tagfaltern befindet es sich stets am unteren Rand, bei den Nachtfaltern (einschließlich der Hesperiidae) etwa in der Mitte (s. Abb.). Bei größeren Nachtfaltern wie den Schwärmern (Sphingidae) nehmen die Tegulae von oben gesehen etwa das äußere Drittel des Thorax ein. Bei einigen Arten wie zum Beispiel Hyles lineata und Hyles livornica kann die Form und Färbung der Tegulaebeschuppung zur Artunterscheidung beitragen.